# Reinhold Ruthe
Reinhold Ruthe (* 5. Juni 1927 in Löhne; † 5. April 2023 in Wuppertal) war ein deutscher evangelischer Theologe, CVJM-Sekretär, Seelsorger, Berater, Psychotherapeut, Supervisor, Vortragsredner und Autor von Ratgeberliteratur mit psychologischem Schwerpunkt.

## Leben und Wirken
Ruthe wuchs als Sohn des Schneidermeisters Ernst Ruthe und seiner Frau Frida, geborene Nolting, in einem Bauernhaus in Falscheide bei Löhne auf. Seine Schulzeit 1933 bis 1941 war stark von der nationalsozialistischen Indoktrination geprägt. Auf dem anschließenden Gymnasium in Herford wurde er im Sommer 1942 zur Wehrertüchtigung nach Pivitsheide in der Senne bei Bielefeld geschickt. 1943 wurde seine Gymnasialklasse in die Armee eingezogen; er selbst wurde als Luftwaffenhelfer in Bielefeld und Oberschlesien eingesetzt und vor Kriegsende an der Westfront noch als Panzergrenadier. Er geriet bei Münster in amerikanische Kriegsgefangenschaft und wurde in ein Lager nach Foucarville in der Normandie gebracht, wo er bis im Herbst 1945 bleiben musste. Dort erlebte er eine Abkehr von der nationalsozialistischen Ideologie. Durch Amerikaner der Young Men’s Christian Association (YMCA) erhielt er eine Bibel und lernte einen authentischen christlichen Glauben kennen, schätzen und praktizieren.
Nach seiner Rückkehr in seine Heimatstadt Löhne arbeitete er zuhause in der Landwirtschaft mit und gründete 1947 mit einem Freund einen Jugendkreis in der dortigen evangelischen Kirchengemeinde. 1948 besuchte er das Gymnasium in Bad Oeynhausen, um das reguläre Abitur nachzuholen. 1949 machte er in Witten ein Praktikum in der Jugendarbeit bei dem evangelischen Pfarrer Johannes Busch, der ihn stark prägte. 1950 folgte ein weiteres Praktikum in Wuppertal-Sonnborn. Ruthe studierte 1950 bis 1952 evangelische Theologie in Kassel, um CVJM-Sekretär zu werden. Dort wurde er am stärksten von seinem Zimmerkollegen Fritz Pawelzik sowie von den Dozenten Kurt Miethke und Werner Jentsch beeinflusst. Seine erste Stelle erhielt er 1952 bis 1955 als CVJM-Sekretär in Remscheid, daneben war er als Religionslehrer an Berufsschulen tätig. 1955 bis 1966 war er elf Jahre in Hamburg, ab 1958 als Generalsekretär des CVJM. Daneben unterrichtete er das Fach Religion an einem Privatgymnasium. Ehrenamtlich begann er bei der Militärseelsorge und später bei der Polizeiseelsorge in Norddeutschland mitzuarbeiten.
Zusammen mit seiner Ehefrau Charlotte gründete Ruthe 1957 in Hamburg Deutschlands erste Eheschule, die in Verbindung mit Ärzten, Psychologen, Biologen, Rechtsanwälten und Theologen junge Menschen auf die Ehe vorbereitete. 1966 bis 1968 war er Lektor beim CVJM-eigenen Aussaat-Verlag in Wuppertal-Barmen. Gleichzeitig war er als Sexualpädagoge des Westdeutschen Jungmännerbundes, heute CVJM-Westbund, tätig. Am Berliner Zentralinstitut für Ehe- und Familienberatung wurde er zum Eheberater ausgebildet. Dabei wurde er stark von der Individualpsychologie Alfred Adlers und dessen Schülern Fritz Künkel und Lucy Ackerknecht beeindruckt. Nach einer Weiterbildung bei der Alfred-Adler-Gesellschaft in Aachen und in Düsseldorf zum individualpsychologischen Berater und Psychotherapeuten für Kinder und Jugendliche leitete er 1968 bis 1992 die Evangelische Ehe- und Familienberatungsstelle des Kirchenkreises Elberfeld. 1973 bis 1987 war er 14 Jahre Dozent für Psychologie und Pädagogik an zwei staatlichen Fachschulen, dem Krankenhaus Bethesda und dem evangelischen Altenpflegeseminar in Wuppertal. Am 5. September 1976 wurde er in der  evangelischen Kirche Apraths durch den rheinischen Superintendenten Dr. Edzard Rohland zum Verkündiger in der Bergischen Diakonie ordiniert. Bei Radio Horeb ist er mit über 50 Beiträgen zum Podcast „Lebenshilfe“ zu hören.
1986 gründete Ruthe mit seiner Frau, seiner Tochter und dem Schwiegersohn das Magnus-Felsenstein-Institut für beratende und therapeutische Seelsorge mit Sitz in Velbert. Er war dort als Ausbildungsleiter bis 1998 tätig. Wegen Differenzen mit der Tochter und dem zweiten Schwiegersohn schied er aus. Das Institut musste im Jahr 2000 geschlossen werden. Danach war er noch als privater Berater, Supervisor, Buchautor und Vortragsredner zu theologischen und psychologischen Themen im Einsatz.

## Lehre
Ruthe galt im deutschsprachigen Raum als wesentlicher Impulsgeber der Seelsorgebewegung. Er kannte sowohl therapeutische Seelsorge als auch psychologische Beratung und Wissenschaft und konnte deren wesentliche Unterschiede beurteilen. Er engagierte sich in seinen Konzepten, Studiengängen und Vorträgen dafür, dass beide Fachgebiete beachtet, ausgebildet und angewendet werden und in Ergänzung zueinander stehen. Für eine an der Bibel orientierte beratende und therapeutische Seelsorge, die als zentrale Dimension und Ressource die Gottesbeziehung sieht, hatte er sechs Leitsätze formuliert:
1. Seelsorge ist Glaubenshilfe und Lebenshilfe
2. Heilung ist ein Auftrag im Neuen Testament
3. es geht um Sünde und nicht um Fehler und Schwächen
4. mit Gottes Geist gegen Egoismus und Selbstsucht (angehen)
5. Kommunikation meint: wahrhaftig miteinander reden
6. therapeutische Seelsorge bearbeitet die Beweggründe

## Auszeichnungen
Für sein Lebenswerk wurde Ruthe im April 2019 bei einem Festakt in Wuppertal mit dem Kronenkreuz der Diakonie in Gold geehrt.

## Privates
Schon in der Schule lernte er seine zukünftige Frau Charlotte, geborene Schwentker, kennen. Sie heirateten 1952. 1957 wurde ihre Tochter Lydia geboren.

## Werke (Auswahl)
Ruthe schrieb etwa 150 Bücher zu theologischen, psychologischen und gesellschaftlich relevanten Themen. Sein erstes Buch wurde 1962 unter dem Titel Ich will dich mit meinen Augen leiten. Wie erkenne und erfahre ich den Willen Gottes? veröffentlicht. Sein 1964 erschienenes Aufklärungsbuch Intim gefragt, offen geantwortet erlebte mehrere Auflagen.
- Intim gefragt, offen geantwortet. Handfeste Ratschläge für junge Leute, Ludwig Appel Verlag, Hamburg 1964; Aussaat Verlag, Neukirchen-Vluyn 1992, ISBN 978-3-7615-0065-1.
- Seelsorge, wie macht man das? R. Brockhaus, Wuppertal 1973, ISBN 3-417-12303-8.
- Formen der Partnerschaft. Eine kleine Typologie der Ehe mit vielen Beispielen aus der Beratungspraxis. Herder, Freiburg 1979 (Weitere Auflagen unter: Mimosen und Dickhäuter. Brendow, Moers 1984 und 1986, ISBN 3-87067-214-5).
- So stell’ ich mir die Liebe vor. 16 Wege zum Du. Herder, Freiburg 1982, ISBN 3-451-21810-0.
- Duett statt Duell. Konkrete Schritte zu einer harmonischen Ehe. R. Brockhaus, Wuppertal 1983, ISBN 3-417-12303-8.
- Wir lösen unsere Eheprobleme selbst! 15 Regeln für ein harmonisches Zusammenleben. Aussaat-Verlag, Neukirchen-Vluyn 1983, ISBN 978-3-7615-2323-0.
- Medien – Magier – Mächte. Aberglaube und Okkultismus im Zeitalter des Wassermanns, Brendow, Moers 1988, ISBN 978-3-87067-335-2.
- Krankheiten – Signale der Seele. Hilfen für den ganzen Menschen. Brendow, Moers 1993, 3. Auflage 1995, ISBN 3-87067-504-7.
- Wenn die Fetzen fliegen. Vom richtigen Umgang mit Ärger, Aggression, Zorn und Gewalt. Brendow, Moers, ISBN 3-87067-689-2.
- Sechs Wege aus dem Selbstbetrug. Vom richtigen Umgang mit Ärger, Gesundheitswahn, Perfektionismus, Zweifel, Willensschwäche, Lebenslügen. Brendow, Moers 1998, ISBN 978-3-87067-744-2.
- mit Lydia Münzberger: Typen und Temperamente. Die vier Persönlichkeitsstrukturen. Brendow, Moers 1998, 3. Auflage 2002, ISBN 978-3-87067-725-1.
- Sie sind einzigartig. Bausteine für ein gesundes Selbstvertrauen. Brunnen, Basel 2006, ISBN 978-3-7655-1376-3.
- Mitten im Leben – 15 Entdeckungen für reife Persönlichkeiten, Brendow, Moers 2008, ISBN 978-3-86506-220-8.
- Heilsame Gespräche. Erfahrungen aus meiner Praxis. SCM Hänssler Verlag, Holzgerlingen 2008. ISBN 978-3-7751-4893-1.
- Die Kunst, verantwortlich zu erziehen, Brendow, Moers 2011, ISBN 978-3-86506-344-1.
- Loslassen: Wege zur Gelassenheit, SCM Hänssler, Holzgerlingen 2012, ISBN 978-3-7751-5342-3.
- Dein Wort gilt. 365 Impulse für ein erfülltes Leben, Kawohl Verlag, Wesel 2012, ISBN 978-3-86338-004-5.
- Gewissen – Das Geheimnis der inneren Stimme, fontis, Basel 2012, ISBN 978-3-7655-4179-7.
- Mit Gott für den Menschen (Autobiografie), Kawohl Verlag, Wesel 2016, ISBN 978-3-86338-008-3.
- Hochsensibilität und Depression. So bleiben Sie geschützt, Brendow, Moers 2016, ISBN 978-3-86506-896-5.
- Charlotte geht: Das hohe Alter, die Demenz und der Abschied von meiner Frau, Kawohl, Wesel 2019, ISBN 978-3-86338-020-5.
- Revolution in Betlehem. Geschichten und Gedanken zur Weihnachtszeit, mediaKern, Wesel 2019, ISBN 978-3-8429-2654-7.
- Wenn Gott aufkreuzt. Wie der Blick aufs Kreuz Veränderung und Zuversicht schenkt, Brendow, Moers 2021, ISBN 978-3-96140-191-8.
- Wie Liebe ein Leben lang gelingt: Meine wichtigsten Empfehlungen aus 50 Jahren Eheberatung, Kawohl Verlag, Wesel 2022, ISBN 978-3-86338-029-8.